# Gør det selv (album)
 For alternative betydninger, se Gør det selv (flertydig). (Se også artikler, som begynder med Gør det selv)
Gør det selv er debutalbummet fra den danske popsangerinde Sys Bjerre. Det blev udgivet den 17. august 2008.
GAFFA gav albummet fem ud af seks stjerner. Albummet solgte dobbelt platin. Singlen "Malene" solgte 3x Platin og "Kegle" solgte platin. Ved Danish Music Awards i 2009 blev albummet nomineret til prisen Bedste danske udgivelse.

## Spor
1. "(Intro) Afrika - Og Min Dårlige Samvittighed" - 2:03
2. "Gør Det Selv" - 3:12
3. "Kegle" - 3:20
4. "Jumbojet" - 3:52
5. "Lille Pige" - 3:14
6. "Malene" - 3:26
7. "Sandpapir" - 3:42
8. "Hjerte Rimer På Smerte" - 3:25
9. "Pik" - 3:18
10. "Pisseirriterende" - 3:21
11. "Tættere På Stjernerne" - 3:54
12. "Vågn Nu" - 3:19